# Herbert Walther
Herbert Walther (Ludwigshafen am Rhein, 19 de janeiro de 1935 — Munique, 22 de julho de 2006) foi um físico alemão.
Expert mundial nos campos da óptica quântica e física do laser, foi diretor fundador do Instituto Max Planck de Óptica Quântica (MPQ) em Garching bei München, Alemanha. Foi catedrático de física na Universidade de Munique. É conhecido principalmente por seu trabalho experimental sobre cavidade eletrodinâmica quântica (na forma de micromaser) bem como por seu trabalho sobre o ion trap.
Na época de seu falecimento havia publicado mais de 600 artigos e recebido diversas condecorações de sociedades físicas e ópticas.

## Publicações
- Berthold-Georg Englert, Marlan Scully and Herbert Walther (dezembro de 1994). «The Duality in Matter and Light». Scientific American. 271 (6): 56–61